# Трояк, Ладислав
Ладислав Трояк (чеш. Ladislav Troják; 15 июня 1914, Кошице — 8 ноября 1948, Ла-Манш) — знаменитый чехословацкий хоккеист, нападающий, выступавший за команду «ЛТЦ Прага» и национальную сборную Чехословакии. Чемпион мира и Европы 1947 года, серебряный призёр зимних Олимпийских игр в Санкт-Морице. Член Зала славы ИИХФ (с 15 марта 2011 года), член Зала славы чешского хоккея (c 4 ноября 2008 года). Трагически погиб в авиакатастрофе над проливом Ла-Манш 8 ноября 1948 года вместе с еще 5 чехословацкими хоккеистами.

## Биография
Ладислав Трояк родился 15 июня 1914 года в Кошице.
Начал карьеру хоккеиста в 1934 году, в команде «ЛТЦ Прага», в период 1937—1948 годов 10 раз становился чемпионом Чехословацкой хоккейной лиги.
С 1934 по 1948 год Трояк выступал за национальную сборную Чехословакии по хоккею. В 1948 году он стал серебряным призёром зимних Олимпийских играх в Санкт-Морице. В 1947 году стал чемпионом мира и Европы. Стал первым в истории словацким хоккеистом, выигравшим титул чемпиона мира по хоккею.
Перед началом сезона 1948/49 чехословацкие хоккеисты проводили подготовительные матчи во Франции. После игры в Париже с французским клубом «Расинг», шесть хоккеистов (из них пятеро чемпионов мира 1947 года), в том числе Ладислав Трояк, летели частным самолётом в Лондон для участия в нескольких матчах в Великобритании. 8 ноября 1948 года их самолёт упал над проливом Ла-Манш. Трояк и все его партнёры по клубу и сборной трагически погибли. У Ладислава Трояка остались жена и дочь.
Является членом Зала славы словацкого хоккея (с 30 ноября 2002 года), членом Зала славы чешского хоккея (c 4 ноября 2008 года) и членом Зала славы ИИХФ (с 15 мая 2011 года).

## Достижения
- Чемпион мира (1947)
- 2-кратный чемпион Европы (1947—1948)
- Серебряный призёр Олимпийских игр (1948)
- 3-кратный серебряный призёр чемпионата Европы (1936, 1938—1939)
- Бронзовый призёр чемпионата мира (1938)
- 5-кратный чемпион Чехословакии (1937—1938, 1946—1948)
- 5-кратный чемпион Богемии и Моравии (1939—1940, 1942—1944)
- 2-кратный победитель Кубка Шпенглера (1946—1947)

## Статистика
- Чемпионат Чехословакии — 56 игр, 41 шайба
- Сборная Чехословакии — 75 игр, 37 шайб[3]
- Всего за карьеру — 131 игра, 78 шайб